# نادي القرن الإفريقي
نادي القرن الإفريقي جائزة تحدد من هو أفضل نادي في إفريقيا اقترح تعديلها الاتحاد الأفريقي لكرة القدم عام 1993 بواسطة مصطفى مراد فهمي وحصل على هذه الجائزة النادي الأهلي المصري عام 2001 النادي الأكثر تحقيقا للبطولات في العالم وكان رئيس النادي في وقتها صالح سليم وهو الذي استلم الجائزة. وحصل عليها النادي الأهلي المصري حسب معايير وضعها الاتحاد الإفريقي لكرة القدم.
ولكن لم يتم الاعتراف بذلك عالميا من قبل الاتحاد الدولي لتاريخ وإحصاءات كرة القدم، حيث وضع نظام نقاط بصورة أدق، حسب اللوائح العالمية ليفوز فريق أشانتي كوتوكو بنادي القرن الإفريقي يذكر أن بطل العقد الأول من 2001 حتى 2010 هو الأهلي، وبطل العقد الثاني من 2011 حتى 2020 هو نادي الترجي التونسي. 

## حسب المعايير

### أولاً المعايير
| البطولة                                        | 5 نقاط | 4 نقاط | 3 نقاط      | نقطتان                    | نقطة واحدة                |
| ---------------------------------------------- | ------ | ------ | ----------- | ------------------------- | ------------------------- |
| دوري أبطال أفريقيا (1997 – 2000)               | البطل  | الوصيف | نصف النهائي | المركز الثالث في المجموعة | المركز الرابع في المجموعة |
| كأس أفريقيا للأندية البطلة (1964 – 1996)       | –      | البطل  | الوصيف      | نصف النهائي               | ربع النهائي               |
| كأس أفريقيا للأندية أبطال الكؤوس (1975 – 2000) | –      | البطل  | الوصيف      | نصف النهائي               | ربع النهائي               |
| كأس الاتحاد الأفريقي للأندية (1992 – 2000)     | –      | البطل  | الوصيف      | نصف النهائي               | ربع النهائي               |
| كأس السوبر الأفريقي (1993 – 2000)              | –      | –      | –           | –                         | البطل                     |
| كأس العالم للأندية (2000)                      | –      | –      | –           | حسب المرحله               | –                         |
| الكأس الأفروآسيوية للأندية (1986 – 1998)       | –      | –      | –           | –                         | –                         |

### ترتيب الأندية حسب النقاط (المعايير)
| النادي            | النقاط  |
| ----------------- | ------- |
| الأهلي            | 40 نقطة |
| الزمالك           | 39 نقطة |
| أشانتي كوتوكو     | 34 نقطة |
| كانون ياوندي      | 34 نقطة |
| الترجي            | 27 نقطة |
| أسيك ميموسا       | 27 نقطة |
| هارتس أوف أوك     | 26 نقطة |
| أفريكا سبورتس     | 25 نقطة |
| شبيبة القبائل     | 22 نقطة |
| تي بي مازيمبي     | 20 نقطة |
| النجم الساحلي     | 19 نقطة |
| هافيا كوناكري     | 19 نقطة |
| شوتينغ ستارز      | 18 نقطة |
| النادي الإسماعيلي | 17 نقطة |
| فيتا كلوب         | 17 نقطة |
| الرجاء الرياضي    | 17 نقطة |
| المقاولون العرب   | 16 نقطة |
| الجيش الملكي      | 15 نقطة |
| نادي نكانا        | 15 نقطة |

### ترتيب الأندية حسب عدد البطولات
| النادي  | عدد البطولات | البطولات |
| ------- | ------------ | --- |
| الزمالك | 9 بطولات     | (4 كأس أفريقيا للأندية البطلة ، 2 الكأس الأفروآسيوية للأندية ، 2 كأس السوبر الأفريقي ، 1 كأس أفريقيا للأندية أبطال الكؤوس )                                 |
| الأهلي  | 7 بطولات     | (2 كأس أفريقيا للأندية البطلة ، 4 كأس أفريقيا للأندية أبطال الكؤوس ، 1 الكأس الأفروآسيوية للأندية)                                                          |
| الرجاء  | 5 بطولات     | (2 دوري أبطال أفريقيا ، 1 كأس أفريقيا للأندية البطلة ، 1 كأس السوبر الأفريقي ، 1 الكأس الأفروآسيوية للأندية)                                                |
| الترجي  | 5 بطولات     | (1 كأس أفريقيا للأندية البطلة ، 1 كأس أفريقيا للأندية أبطال الكؤوس ، 1 الكأس الأفروآسيوية للأندية ، 1 كأس السوبر الأفريقي ، 1 كأس الاتحاد الأفريقي للأندية) |